# Radicalisme
Ne doit pas être confondu avec Radicalité, Gauche radicale ou Droite radicale.
 (septembre 2023).
Le radicalisme est un positionnement politique dont le sens a évolué au cours du temps.
Ce sont les radicaux britanniques qui servent de modèle aux radicaux français à partir des années 1830, puis aux Suisses et à des hommes politiques d'autres pays.

## En France
Le radicalisme est une tendance républicaine qui apparaît dans les années 1840, au début de la révolution industrielle (notamment lors de la campagne électorale d'Alexandre Ledru-Rollin en 1841), et se développe au début de la Troisième République en opposition au gouvernement des Républicains opportunistes (Léon Gambetta, Jules Ferry, etc.). 
Durant la seconde moitié du XIXe siècle, le terme désigne la « doctrine de ceux qui revendiquent l'héritage de 1789, marquée en particulier par l'anticléricalisme et la défense du suffrage universel ».
Au début situé à l'extrême gauche de l'échiquier politique, le radicalisme évolue pour être ensuite situé au centre, en raison de l'émergence du socialisme sur sa gauche, historiquement marxiste et révolutionnaire, puis au centre droit.
Le courant est devenu, en France, une tendance ambivalente du centrisme, adossée aux partis dits « de gouvernement » de la droite et de la gauche modérées. Dans les années 1930, il est régulièrement décrit comme un mouvement de notables attachés aux fondements de la république.
De nos jours, selon le dictionnaire de la langue française, il correspond à une « doctrine réformiste fondée sur l'attachement à la démocratie, à la propriété privée, à la laïcité de l'enseignement ». Par ailleurs, au sens large, ce terme renverrait à ceux — individus ou groupements politiques — qui refusent tout compromis à leurs convictions.
Au départ, c'est donc un groupement non structuré de personnalités partageant des idées proches. C'est en 1901 qu'est fondé le Parti radical. 1972 correspond à un moment de scission, avec la création du Parti radical de gauche (le parti radical « de droite » étant surnommé le « Parti radical valoisien »). Sur le fond, peu de choses séparent les deux courants, si ce n'est quelques nuances au niveau du degré d'intervention étatique (ceux de droite étant un peu plus libéraux et ceux de gauche étant un peu plus socialistes). On peut résumer en disant que les radicaux français sont des sociaux-libéraux prônant une conception très laïque de la République, avec un pouvoir législatif et exécutif fort.[réf. nécessaire]

## Au Royaume-Uni
Le radicalisme au Royaume-Uni est une idéologie politique née à la fin du XVIIIe siècle et qui perdura tout au long du XIXe siècle. Elle peut être classée à l'extrême-gauche de l'échiquier politique britannique de l'époque. Elle fut le modèle pour le radicalisme français qui lui emprunta sa dénomination dans les années 1830 quand le terme « républicain » était interdit en France.
Les radicaux britanniques apparurent dans les années 1760, soit au moment du décollage de la révolution industrielle. Leurs principales revendications étaient le suffrage universel masculin, l'égalité religieuse (principalement l'émancipation des catholiques), la suppression de l'esclavage dans les colonies et le libre échange.
Ils connurent une éclipse durant la révolution française où ils furent considérés comme jacobins et pourchassés. À la fin des guerres napoléoniennes, les corn laws entraînèrent une forte hausse du prix des céréales et donc une crise sociale. Les radicaux organisèrent alors l'agitation politique en multipliant meetings et manifestations dont une entraîna le massacre de Peterloo. Les lois d'exception qui suivirent (Six Acts) pourchassèrent à nouveau les radicaux.
Cependant, le gouvernement britannique accorda diverses réformes dans les années 1820 : abaissement des droits de douane, autorisation de faire grève (1828), émancipation des catholiques et en 1832, une première réforme électorale sur fond d'agitation radicale qui continuait à réclamer le suffrage masculin lors de manifestations. À Bristol, la répression fit dix morts et une centaine de blessés. Pour les radicaux, comme Francis Place, cette réforme ne faisait que supprimer les pires excès du système précédent. Ils furent donc à l'origine du chartisme.
Le chartisme se scinda au début des années 1840 entre une branche modérée qui voulait poursuivre le mouvement sur la base des pétitions et du lobbying au parlement et une branche plus radicale qui poussait à l'action révolutionnaire, en lien avec la question irlandaise. Une partie des radicaux militèrent aussi pour l'abolition des corn laws.
Dans les années 1850-1860, une partie des radicaux se rapprocha du parti whig pour former le parti libéral en 1859. Ceux qui restèrent à l'extrême-gauche du parti libéral apportèrent un soutien appuyé à Gladstone principalement pour protester contre la politique coloniale de Benjamin Disraeli. Ils furent cependant déçus par la politique de Gladstone au gouvernement au début des années 1880. Le renouveau de l'agitation, lié aux problèmes sociaux des ouvriers et à la question irlandaise, résulta dans le Bloody Sunday de 1887. Les plus radicaux s'engagèrent dans les mouvements socialistes qui naissaient à ce moment-là, comme la Social Democratic Federation de Henry Hyndman.

## En Suisse
Le Parti radical est le parti dominant de la fondation de la Suisse moderne, l'État fédéral de 1848, au milieu du XIXe siècle.

## Dans les autres pays
Dans les pays anglo-saxons, c'est une doctrine prônant de vastes réformes de l'organisation sociale du pays.
En Europe continentale et en Amérique latine, le radicalisme désigne une théorie libérale de gauche située entre le socialisme marxiste et le libéralisme conservateur, qui prône une laïcité ferme voire exclusive, et la recherche d'un équilibre entre libertés individuelles et solidarité nationale.
Parmi les partis de ce courant qui ont marqué l'histoire de leur pays on peut citer les partis radical-socialiste et radical républicain espagnols, le Parti radical italien, le Parti démocrate allemand, le Folkpartiet suédois, les partis dits Venstre (gauche, c'est-à-dire situé à la gauche du libéralisme) au Danemark et en Norvège.